# Ernst Schick
Ernst Johann Christoph Schick (* Oktober 1756 in Den Haag; † 10. Dezember 1815 in Berlin) war ein deutscher Geiger und Komponist.

## Leben
Schick kam mit seinem Vater, einem Tanzmeister, in jungen Jahren nach Amsterdam und erlernte dort das Violinspiel. Sein Lehrer war Johann Adam Kreusser (1732–1791), der Leiter des Amsterdamer Theaterorchesters.
1774 wurde Schick Mitglied der Mainzer Hofkapelle des dortigen Kurfürsten Friedrich Karl Joseph von Erthal, wo er unter Vincenzo Righini zweiter Kapellmeister war. Ab 1788 fungierte er außerdem als Kapellmeister am Mainzer Nationaltheater. 1789 heiratete er in Mainz die Sängerin Margarete Luise Hamel (1773–1809). 
In seiner Mainzer Zeit gründete Schick – kurz nach dem Erscheinen von Joseph Haydns bahnbrechenden Sechs Streichquartetten op. 33 (1781) – eine der ersten professionellen Streichquartett-Vereinigungen, zusammen mit A. Hofmann (2. Violine), Friedrich Ludwig Benda (Viola) und Jean-Balthasar Tricklir (Violoncello). Ab August 1782 gastierte er mit dem Ensemble in Hamburg, wo die vier Musiker am 9., 16. und 17. November 1782 sowie am 1. März 1783 auch öffentlich auftraten und Haydns Werke aufführten.
Im Winter 1792/93 hielten sich Schick und seine Frau in Frankfurt am Main auf und trafen dort mit König Friedrich Wilhelm II. zusammen, der ihnen ein Engagement in Berlin anbot. 1793 zog das Ehepaar daraufhin in die preußische Metropole, wo Schick eine Anstellung an der Königlichen Kapelle erhielt. 
1813 wurde Schick zum Konzertmeister ernannt.

## Werke
Von Schick erschienen ab 1783 sechs Violinkonzerte im Druck, außerdem einige Lieder.